# 第一次世界大戦中のアメリカ合衆国
第一次世界大戦中のアメリカ合衆国（だいいちじせかいたいせんちゅうのアメリカがっしゅうこく）では、アメリカ合衆国が第一次世界大戦において、1917年から1918年の間、連合国側として参戦した経緯について説明する。
アメリカ合衆国はドイツ帝国に対して1917年4月6日に宣戦布告し、第一次世界大戦に直接関与することとなった。この宣戦布告により、開戦以来約3年間続いたアメリカの中立政策は終わりを迎え、アメリカの戦争関与は1918年11月11日の停戦と1918年11月11日の休戦協定に至るまで19か月間続いた。アメリカは、1917年以前から既にイギリス、フランス、その他の連合国にとって必要不可欠な物資、原材料、資金の供給に大きな役割を果たしていた。
宣戦布告後、アメリカは470万人以上の軍人を動員した。合衆国陸軍元帥のジョン・パーシングが、フランスにおけるアメリカ海外派遣軍（AEF）の最高司令官を務め、そのうち200万人以上のアメリカ兵が従軍した。アメリカ軍は、1917年6月までにヨーロッパに到着し始め、当初こそ到着は緩やかであったが、1918年夏には1日に1万人の兵士が到着する規模に急増した。アメリカの主な地上戦闘は西部戦線で行われた。海では、アメリカ海軍が第一次世界大戦における護送船団で重要な役割を果たし、ドイツ潜水艦との戦いに従事した。戦争で戦死したアメリカ軍人は116,000人以上である。
軍隊、経済、労働力の動員には当初は遅れがあったが、1918年春までには国家は戦争で重要な役割を果たす体制が整った。アメリカ大統領のウッドロウ・ウィルソンの指導の下、連邦政府は戦争努力を主導しアメリカ軍の規模が大幅に拡大したことで、アメリカ政府の劇的な拡大がみられた。この戦争は、進歩主義時代の頂点となり、世界に改革と民主主義をもたらすことを目指したものである。

## はじまり
アメリカの第一次世界大戦への参戦は1917年4月6日に始まった。イギリスへの早期支援を求める親英派の一部を除き、アメリカ世論の中立志向は特にアイルランド系アメリカ人、ドイツ系アメリカ人、スカンディナビア系アメリカ人、教会指導者、女性一般の間で強かった。一方で、第一次世界大戦勃発前からアメリカの世論は他のヨーロッパ諸国よりも明らかにドイツ帝国に対して否定的であった。時が経つにつれ、特に1914年のベルギー強姦事件や1915年の客船RMS「ルシタニア」沈没の報道の後、アメリカ国民はドイツ帝国を侵略者と見なすようになった。

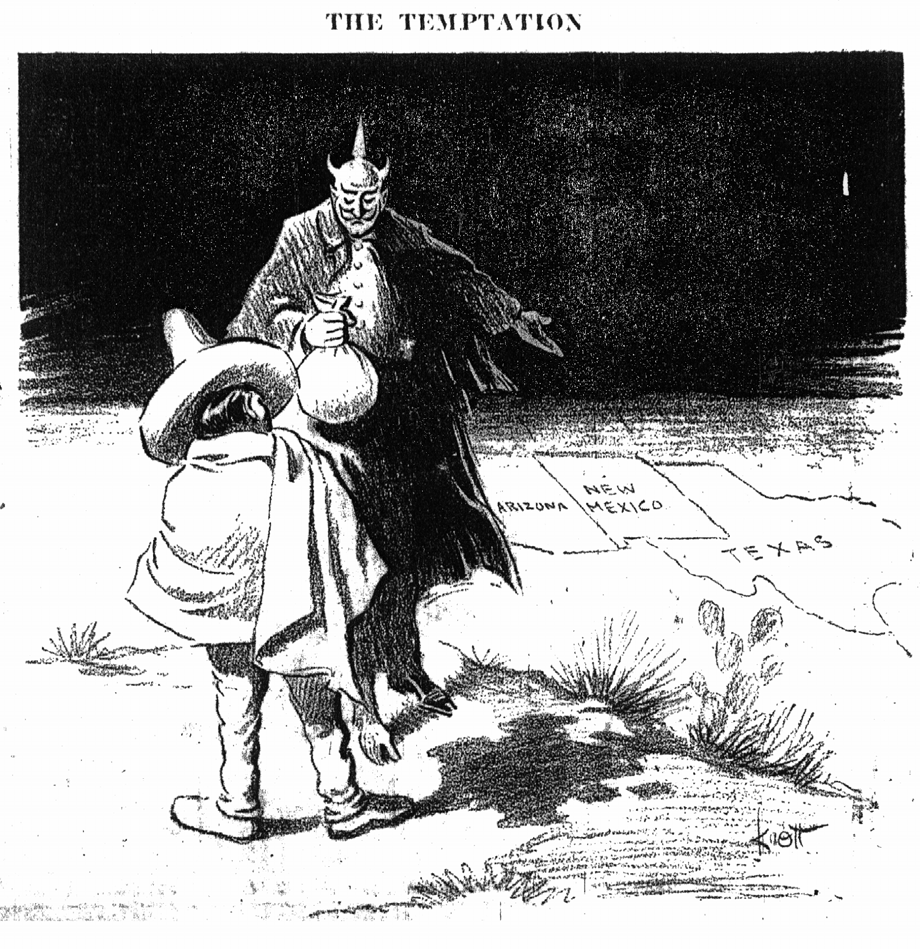
1917年、『ダラス・モーニングニュース』に掲載されたツィンメルマン電報を題材とする風刺画

大統領としてウィルソンが外交政策の主な決定を行った。戦時前、国内経済は「レッセフェール」体制にあり、アメリカの銀行はイギリスやフランスに巨額融資を行っていた。これらの資金は主に弾薬、原材料、食料の大西洋越えの購入に使われていた。1917年までウィルソンは地上戦への大規模備えを最小限にとどめ、アメリカ陸軍も小規模の平時体制を維持し続けていたが、アメリカ海軍の拡張は行った。
1917年、ロシア革命や戦争への幻滅感が広がり、イギリスとフランスの信用供与が限界に達したことで、ドイツ帝国がヨーロッパで優位を占めていた。同時にオスマン帝国は中東の領土を維持していた。同年、ドイツ帝国はイギリス周辺水域に接近するすべての船舶に対する無制限潜水艦作戦を再開する決定を下した。この作戦はイギリスを屈服させる試みであったが、アメリカの参戦をほぼ確実にするものであることも理解されていた。ドイツ帝国はまた、米墨戦争で失った領土をメキシコが回復できるよう支援するという秘密提案を、暗号化されたツィンメルマン電報でメキシコに提示し、これはイギリス情報部に傍受された。この通信の公開は、ちょうどドイツのUボートがアメリカ商船を北大西洋で撃沈し始めた時期と重なり、アメリカ人の怒りを招いた。ウィルソンは議会に「すべての戦争を終わらせる戦争」、すなわち「民主主義を守るための戦争」を要求し、議会は1917年4月6日にドイツ帝国への宣戦布告を可決した。1917年12月7日、アメリカはオーストリア＝ハンガリー帝国に対しても宣戦布告した。

## 中立

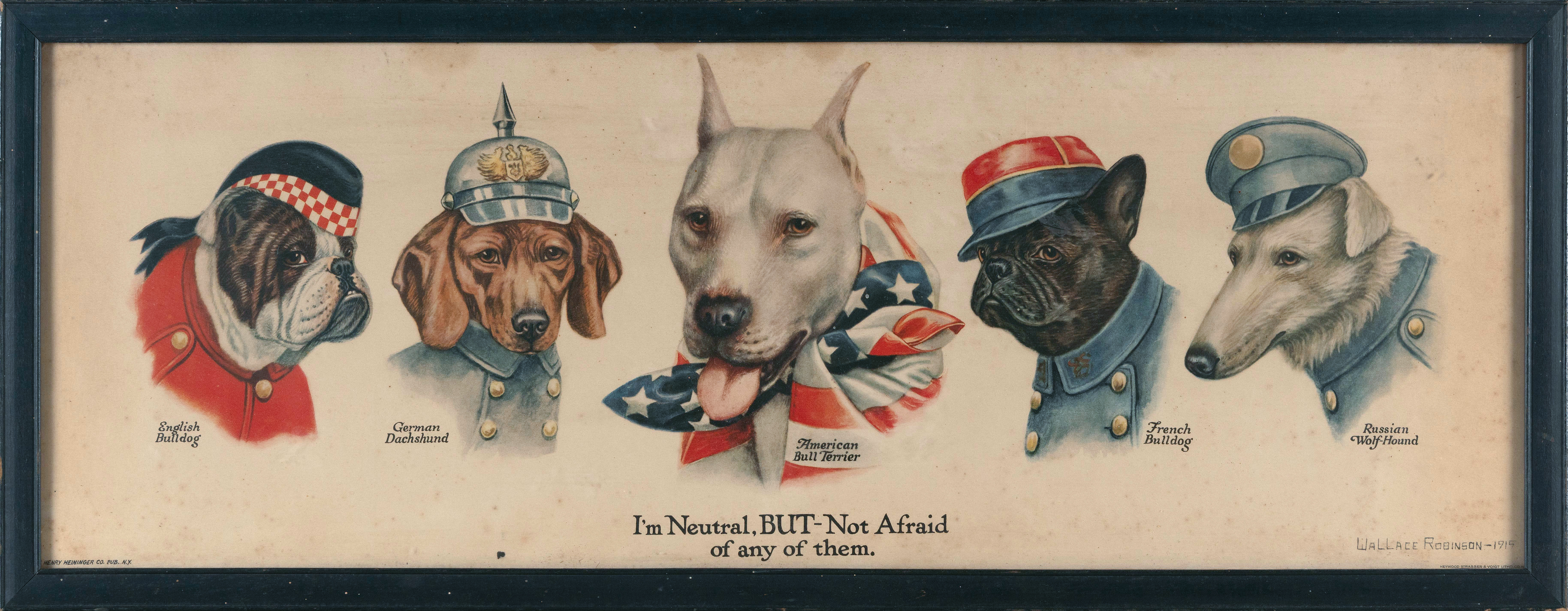
合衆国の中立を風刺した1915年の風刺画

1914年に戦争が始まった後、アメリカ合衆国と日本だけが関与しなかった列強だった。アメリカ合衆国はウッドロウ・ウィルソンがドイツ帝国に敵意を抱いていたにもかかわらず、中立国政策を宣言した。
ドイツのUボートU-20が1915年5月7日にイギリス客船のルシタニアを撃沈し、128名のアメリカ市民が犠牲になったとき、ウィルソンはドイツによる旅客船攻撃の中止を要求し、「アメリカの権利」および「国際的義務」に反する無制限潜水艦作戦をアメリカは容認しないと警告した。ウィルソンの国務長官であったウィリアム・ジェニングス・ブライアンは、大統領によるドイツのUボート攻撃への抗議が、アメリカの公式な中立の約束と矛盾すると考え辞任した。一方、ウィルソンはセシル・スプリング＝ライスとエドワード・グレイ率いるイギリス使節団や、ドイツの行為を「海賊行為」と非難する元アメリカ大統領のセオドア・ルーズベルトらタカ派からの圧力にも直面した。
アメリカ世論は、1916年7月30日にニュージャージー州ジャージーシティで起こったブラック・トム爆発事件や、1917年1月11日の現在のニュージャージー州リンハーストでのキングスランド爆発事件に関するドイツによる破壊工作の疑いに激怒した。
決定的なのは、1917年春までにウィルソンの公式な中立政策がついに崩壊した点である。ウィルソンは、講和を主導し、自身の構想した国際連盟をパリ講和会議で実現するためには戦争への参戦が必要だと認識した。

## 世論

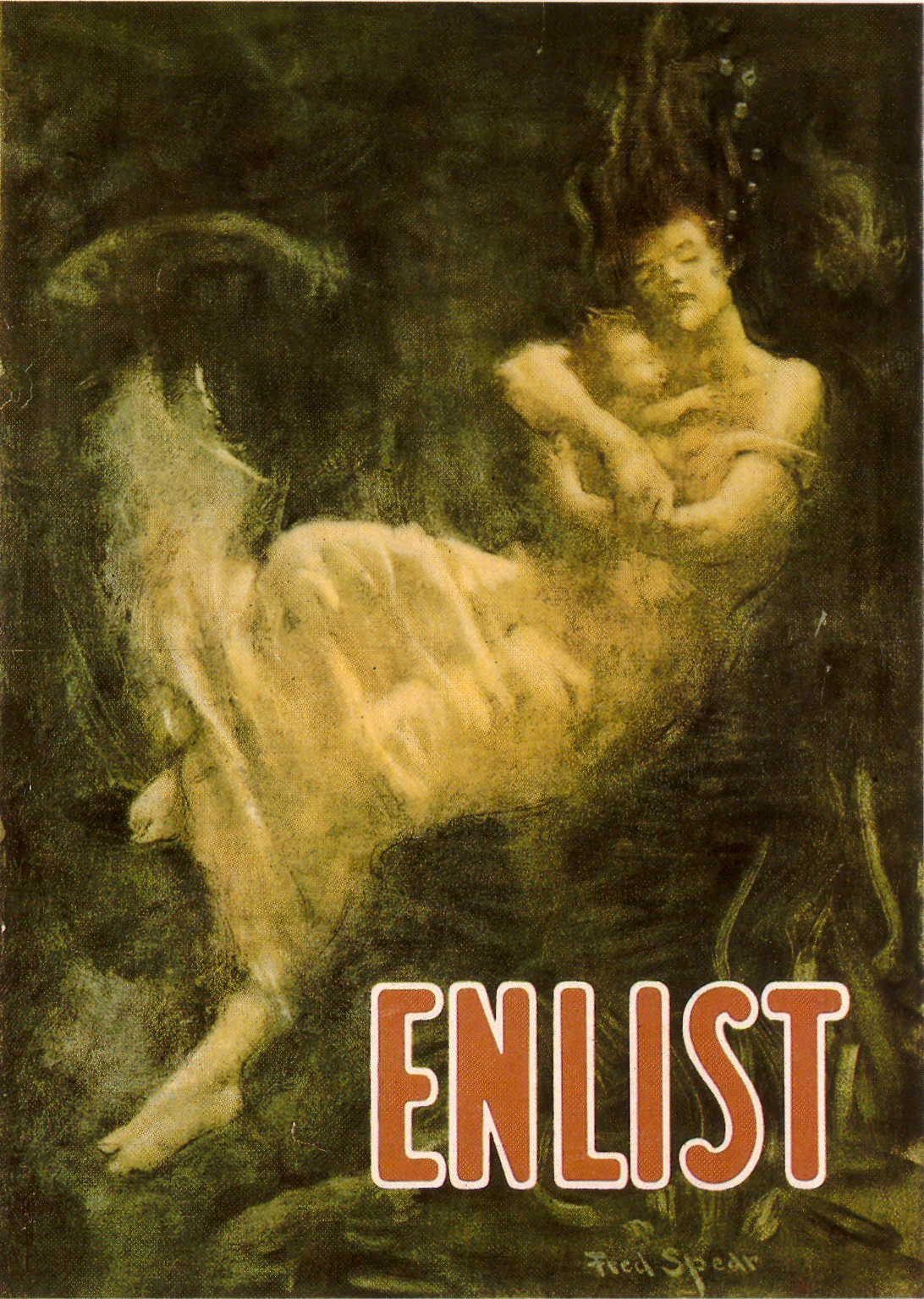
反ドイツ感情はルシタニア号の沈没後に急増した。この募集ポスターは溺れる母子を描いている。

アメリカの世論は分裂しており、1917年初頭までほとんどのアメリカ人は、合衆国は戦争に関与すべきでないとの考えであった。世論は徐々に変化し、これは部分的にはベルギーやルシタニア号でのドイツの行動への反応、部分的にはドイツ系アメリカ人の影響力の低下、さらにアメリカが民主主義を守るために役割を果たすべきだというウィルソンの主張への支持によるものであった。
一般大衆の間では、ドイツ帝国側で参戦することを支持する声はほとんど、あるいは全くなかった。ドイツ系アメリカ人の大多数やスカンディナビア系アメリカ人も、合衆国が中立を維持することを望んでいた。しかし、開戦時に数千人のアメリカ市民がドイツ軍への志願を試みていた。アイルランド系カトリック社会は大都市に基盤を持ち、しばしば民主党組織を支配していたが、1916年のアイルランドでのイースター蜂起以降は特にイギリスを助けることには強く反対していた。アメリカのほとんどすべてのプロテスタント教会指導者は、その神学に関わらず、合衆国が和平仲介を果たす平和的解決策を支持していた。ジェーン・アダムズに代表される女性運動の指導者たちもまた、平和的解決を追求していた。最も著名な戦争反対論者は実業家のヘンリー・フォードであり、自ら資金を提供して平和船をヨーロッパへ派遣し、交戦国間の交渉を試みたが成果はなかった。
イギリスは知識人やイギリスと深い縁のある家庭の間で大きな支持を得ていた。最も著名な指導者はシカゴのサミュエル・インサルであり、イギリスからの移民で著名な実業家だった。インサルは多くの宣伝活動を資金援助し、カナダ軍に参加して戦いたい若いアメリカ人のためにも資金を提供した。

## 備戦運動
1915年までに、アメリカ人は戦争により大きな関心を寄せるようになった。ルシタニア号の沈没はドイツの残虐行為への激しい非難を呼び起こした。東部の都市では新たな「備戦運動」が生まれた。この運動は、合衆国が防衛のために直ちに強力な海軍と陸軍を整備する必要があると主張した。その根底には、いずれアメリカが参戦することになるのではないかという暗黙の前提があった。備戦運動の推進者はすべて共和党員で、なかでもレナード・ウッド、元アメリカ大統領のセオドア・ルーズベルト、元陸軍長官エリフ・ルートやヘンリー・スティムソンが中心だった。彼らは、アメリカでもっとも著名な銀行家、実業家、弁護士、有力家系の御曹司たちを多数取り込んだ。実際、東部の上流階級の弁護士、銀行家、学者、政治家などから成る、親英的な国際主義を掲げる有力なアトランティシスト外交政策グループが形成された。

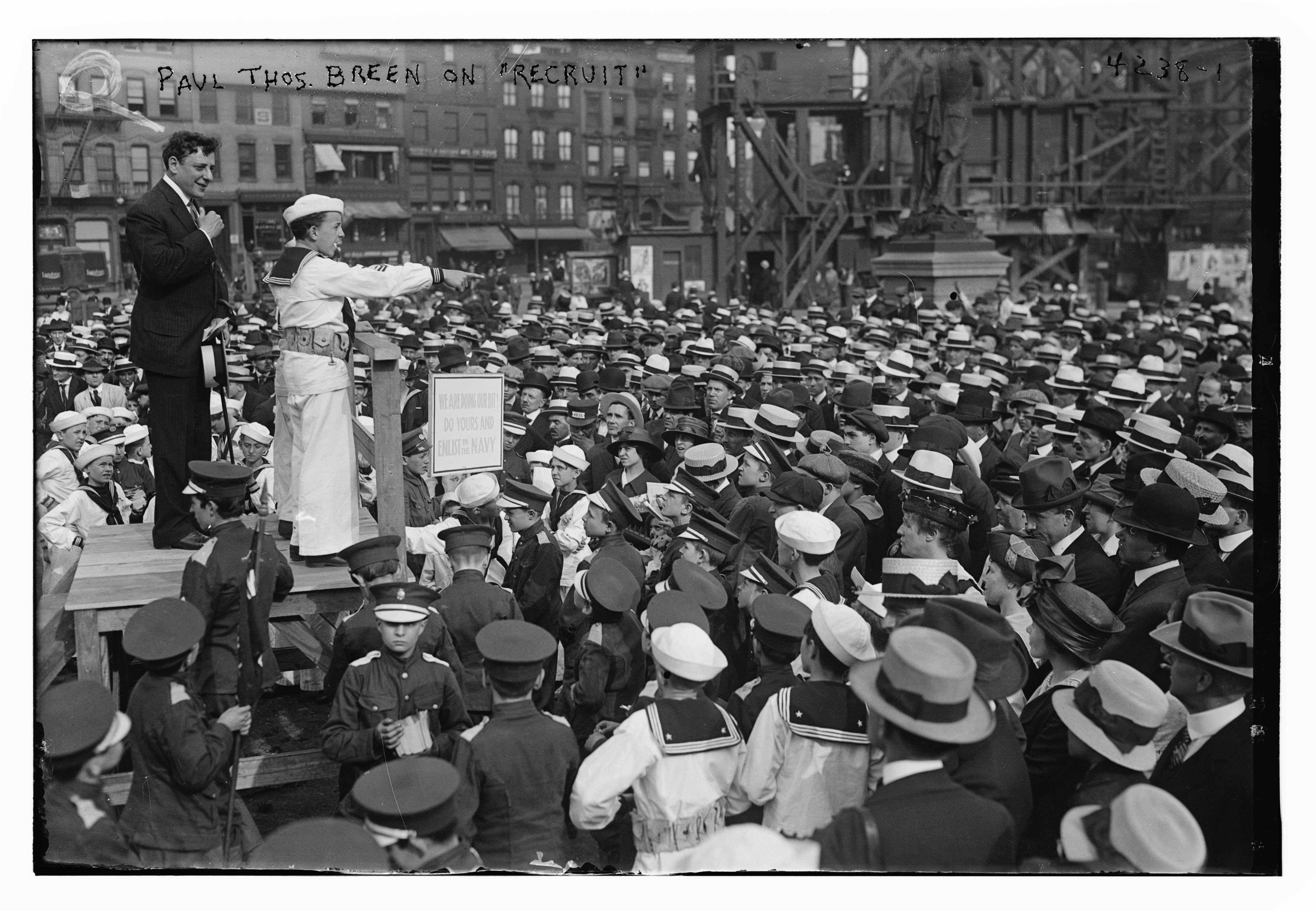
ニューヨークのユニオン・スクエアに設置された陸上艦「リクルート」

備戦運動は、政治学でいうリアリズム的な外交観に基づいていた。つまり、理想主義的な民主主義や民族自決よりも、経済力と軍事力こそが決定的であるという考え方である。彼らは繰り返し合衆国国防の脆弱さを強調し、11万2千人のアメリカ陸軍州兵を加えても、合衆国の10万人の正規軍はドイツ軍の20分の1の規模にすぎないことを示した。同じく1915年時点で、イギリス帝国、フランス、ロシア、オーストリア＝ハンガリー帝国、オスマン帝国、イタリア、ブルガリア、ルーマニア、セルビア、ベルギー、日本、ギリシャの軍事力は、いずれもアメリカ軍より大きく、経験も豊富だった。
彼らは「ユニバーサル・ミリタリー・トレーニング（UMT）＝全国民軍事訓練」を提唱し、毎年18歳になる60万人の男性に6か月の軍事訓練を課し、その後予備役部隊に配属する仕組みを打ち出した。小規模な正規軍は主に訓練機関となる想定であった。しかし、世論はそこまでの措置には賛成しなかった。
正規軍と備戦運動の指導者はいずれもアメリカ陸軍州兵を低く評価していた。州兵は政治的で地方主義的、装備も貧弱で訓練も不十分、理想主義的な運動（たとえば1898年のスペインに対する戦争など）に偏り、国際情勢への理解も不十分と見なしていた。一方、州兵は州および地域の政治に根差し、アメリカの幅広い階層を代表しており、北部の一部の州では黒人男性も白人男性と平等に受け入れていた数少ない全国的制度の一つだった。

### 民主党の対応
民主党は備戦運動を脅威と見なしていた。ルーズベルト、ルート、ウッドはいずれも共和党の有力な大統領候補であった。また、より根本的には、民主党は地方主義を基盤としており、州兵を重視していた上、有権者はそもそも富裕層や権力者に対して敵意を持っていた。議会を支配していた民主党と協力し、ウィルソンは備戦派を迂回させることに成功した。陸軍と海軍の指導者は、国の軍備が非常に優れていると議会で証言することを強いられた。
実際には、アメリカ陸軍もアメリカ海軍も、人員、規模、軍事装備、経験のいずれの点でも戦争に備える体制とは言えなかった。海軍は優れた艦船を持っていたが、ウィルソンはベラクルス占領でそれらをメキシコへの圧力に使い、艦隊の即応能力は低下していた。最新かつ最大の戦艦だった「テキサス」と「ニューヨーク」の乗組員は一度も実弾射撃をしたことがなく、水兵の士気も低かった。陸軍・海軍の航空隊もごく小規模だった。ヨーロッパ戦線で新兵器が次々と登場していたにもかかわらず、陸軍はほとんど関心を払っていなかった。たとえば塹壕戦、毒ガス、戦車の研究は一切行われず、急速に進化する航空戦についても全く認識がなかった。議会の民主党は1915年に軍事予算の削減を試みた。備戦運動は1915年5月の「ルシタニア号」事件による怒りの高まりを巧みに利用し、民主党に軍や海軍の強化を約束させることに成功した。ウィルソンは海軍に対しては比較的恐れを抱かず、1920年代半ばまでに艦隊をイギリス王立海軍に匹敵させる長期建艦計画を受け入れたが、これは第二次世界大戦まで実現しなかった。「リアリズム」がここで作用し、提督たちはシーパワー論の信奉者であったため、他国に劣らぬ、すなわち王立海軍と並ぶ重戦艦中心の水上艦隊を望んだ。実際には、潜水艦戦（駆逐艦が必須で戦艦は不要）やドイツ帝国（あるいはイギリス）との戦争の可能性はまったく無視された。
ウィルソンの決定は論争を巻き起こした。陸軍長官のリンレー・ギャリソンは備戦派の提案を多く取り入れ、特に大規模な連邦予備役の創設やアメリカ陸軍州兵の廃止を重視した。ギャリソンの提案は、両党の地方政治家だけでなく、進歩派運動のリベラル派が強く抱いていた「戦争には必ず隠れた経済的動機がある」という信念にも反した。彼らは、ニューヨークの銀行家（J・P・モルガンなど、大金を投じていた者）、軍需産業（装甲を生産するベスレヘム・スチールや火薬を扱うデュポンなど）、世界市場の支配を狙う名もなき産業資本家こそが主な主戦論者だと警告した。反戦派はこれを非難した。こうした利己的な利益集団はあまりにも強大であり、特にロバート・M・ラフォレット上院議員によれば、共和党保守派において特に強い勢力を持っていた。多くの人にとって唯一の平和への道は軍縮であった。

### 国民的論争

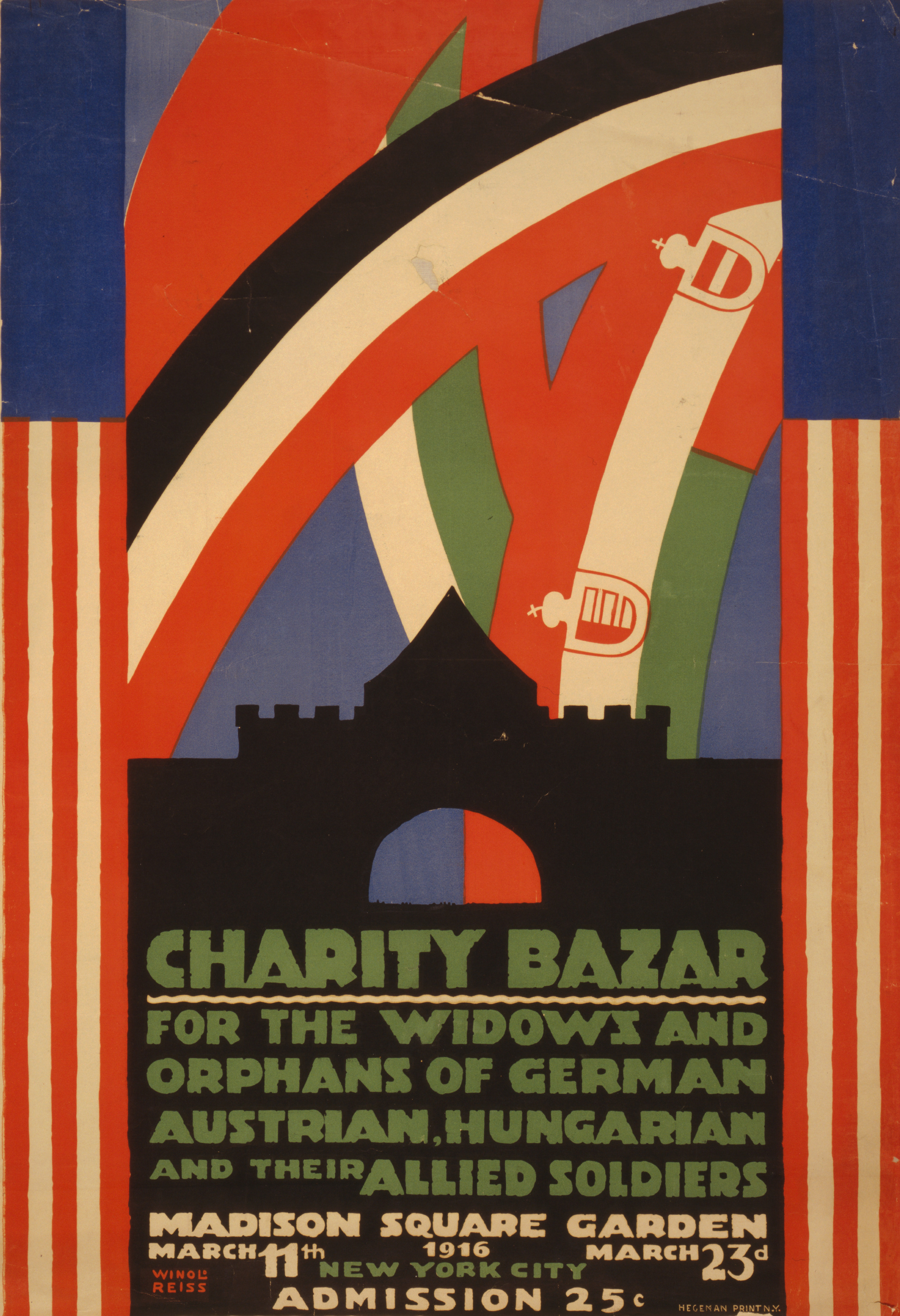
1916年3月、マディソン・スクエア・ガーデンで開催された慈善バザーのポスター。中央同盟国の未亡人や孤児のための募金活動で、ドイツ系アメリカ人芸術家（ヴィノルド・ライス）が描き、ドイツ系、ハンガリー系、オーストリア系アメリカ人の同情を誘う目的があった。

ギャリソンの計画は、平時史上最も激しい「軍事計画と国家目標の関係」に関する闘争を巻き起こした。平時においては、陸軍省の兵器廠や海軍工廠が、軍艦、大砲、艦砲、砲弾など民間用途のないほぼすべての軍需品を製造していた。食糧、馬、鞍、荷馬車、制服など民間市場で入手できるものは常に民間業者から購入された。
ハル・ハウスのジェーン・アダムズやスタンフォード大学のデイヴィッド・スター・ジョーダンなどの平和運動家たちは活動をさらに強化し、今や「軍国主義の種をまき、軍や海軍の階級を生んでいる」として大統領への批判に転じた。多くの牧師、大学教授、農業団体代表、労働組合指導者がこれに加わり、議会の南部民主党員約40名の強力な支持を得て下院軍事委員会を掌握した。窮地に立たされたウィルソンは1916年初めに大規模な遊説を行い、この秋の再選キャンペーンの予行ともなった。
ウィルソンは中産階級の支持を得たように見えたが、主に民族的な労働者階級や孤立主義的な農民層にはほとんど影響を与えられなかった。議会は依然として動く気配を見せなかったため、ウィルソンはギャリソンを陸軍長官から解任し、クリーブランド市長で備戦反対派だったニュートン・ベイカーを後任に据えた。その結果、1916年5月に妥協案が可決された。この時、ヨーロッパでは戦争が激化しており、ベルリンではアメリカは無視できるほど弱体だという議論さえ起きていた。陸軍は士官1万1,300人、兵20万8,000人に倍増されたが、予備役はなく、州兵は5年で44万人まで拡大することが定められた。新任将校養成のためのプラッツバーグ式の夏期訓練キャンプが認可され、国が独自に硝酸工場を建設するために2,000万ドルが割り当てられた。備戦運動支持者は落胆し、反戦派は歓喜した。これでアメリカは戦争を行うには弱すぎる国となった。ロバート・L・ブラー大佐は「両陣営（イギリスもドイツ帝国も）とも我々を軽蔑し、侮っている。我々のバカげた優越感は見事に打ち砕かれ、当然の報いを受けた」 と私的に嘆いた。下院は海軍計画も骨抜きにし、「大型海軍」案を189対183で否決、戦艦の建造も中止した。ユトランド沖海戦（1916年5月31日/6月1日）では、主力のドイツ大洋艦隊がはるかに強大なイギリス王立海軍グランド・フリートと激突したが、決着はつかなかった。この戦いを、マハン主義の正しさの証拠だと主張した海軍派が上院を掌握し、下院連合を分断、あらゆる艦種の三年間の急速建造を認可させた。新兵器である海軍航空には350万ドルが充てられ、国による独自の装甲板工場の建設も承認された。アメリカの軍事的弱体そのものが、ドイツ帝国の1917年無制限潜水艦作戦開始を促した。ドイツはこれがアメリカとの戦争を意味することを知っていたが、アメリカ陸軍があまりにも非力で、新造艦も1919年まで戦列に加わらないので、その直近のリスクは無視できると考えた。兵備が戦争を招くという定説は覆され、1916年に武装を拒否したことで1917年の開戦につながった。

## 宣戦布告

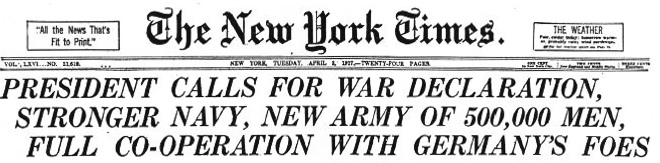
1917年4月3日のニューヨーク・タイムズ

1917年1月、ドイツ帝国はイギリスに和平交渉を迫る目的で無制限潜水艦作戦を再開した。メキシコに送られ、ツィンメルマン電報として知られることとなった電報において、ドイツ外相のアルトゥール・ツィンメルマンは、もしアメリカ合衆国がドイツ帝国に宣戦した場合、内戦状態のメキシコに同盟国として参戦するよう呼びかけた。見返りとして、ドイツはメキシコに資金を送り、1846年の米墨戦争で失ったテキサス、ニューメキシコ、アリゾンの領土回復を援助すると約束した。イギリス情報部がこの電報を傍受し、ワシントンに伝えた。ウィルソンはツィンメルマン電報を公表し、アメリカ国民はこれを戦争の正当な理由（開戦事由）とみなした。

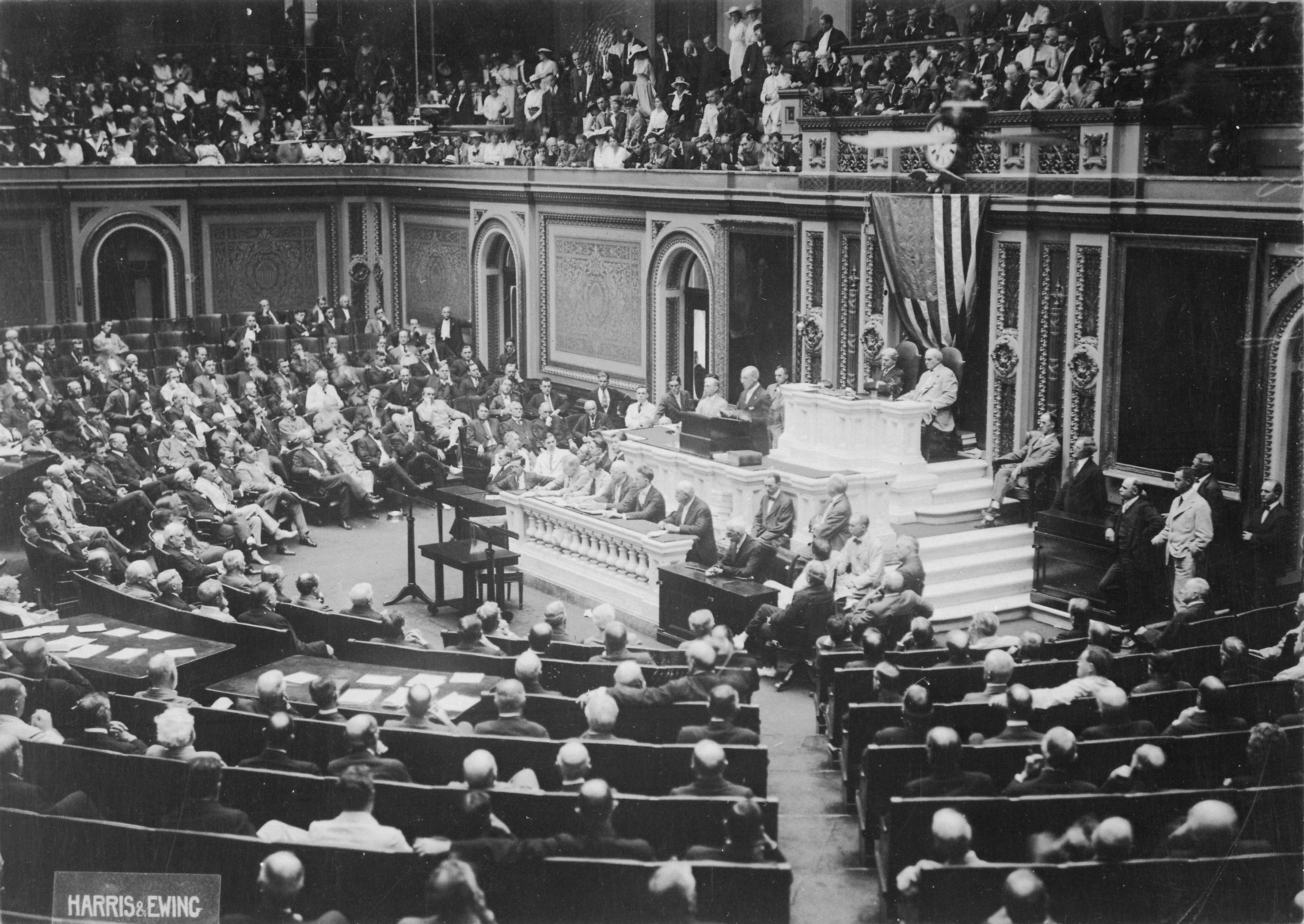
1917年2月3日、ドイツ帝国との国交断絶を発表する議会でのウィルソン

当初、ウィルソンは中立を維持しつつ、アメリカ商船にドイツ潜水艦を水上で撃沈できるほど強力な砲を搭載し、潜水艦との戦いを継続した（ただしUボートが潜航中には無効だった）。しかし、潜水艦によってアメリカ商船7隻が撃沈された後、ウィルソンは1917年4月2日に議会へ赴きドイツ帝国への宣戦を求め、議会は4月6日に宣戦布告を可決した。
1917年のロシアは2月革命の結果、皇帝が退位しロシア臨時政府が誕生した。これにより、絶対君主の国とともに戦うことへのウィルソンのためらいは克服された。臨時政府の好戦的な姿勢を評価し、アメリカは1917年3月9日に新政府を外交的に承認した。
さらに戦争が激化する中で、ウィルソンは戦後必ず開催されるであろう国際会議への参加を、アメリカの世界における役割を拡大する手段とみなすようになった。これはウィルソン自身の「世界でより重要な役割を果たすアメリカ」という構想の一環であり、のちに十四か条の平和原則でさらに明確に打ち出される。
議会は1917年12月7日にオーストリア＝ハンガリー帝国への宣戦布告を可決した。しかし、他の中央同盟国であるブルガリア、オスマン帝国やその他の中央同盟国の共同交戦国に対しては宣戦布告を行わなかった。このため、アメリカ合衆国は中央・東ヨーロッパ、中東、コーカサス、北アフリカ、サハラ以南アフリカ、アジア、太平洋での軍事作戦には関与しなかった。

## 銃後
銃後では、戦争に勝利するために必要な軍人、食糧、軍需品、資金を生み出すため、国民全体と経済全体の組織的な総動員が求められた。満足できる体制が整うまでに1年を要した。すでに戦争が2年続いていたにもかかわらず、ワシントン政府は計画も立てず、イギリスなど他の連合国が銃後で直面していた諸問題を認識すらしていなかった。そのため、当初は混乱が極めて大きかったが、1918年にはようやく効率化が達成された。

第一次世界大戦のプロパガンダによるアメリカ陸軍への志願兵募集ポスター

この戦争は進歩主義時代の真っ只中にあり、効率と専門知識が重んじられていた。したがって、連邦政府は戦争のための軍需品や食糧生産、さらにはプロパガンダを推進するため、必要な専門知識を結集するために臨時機関を次々に設立し、新たに5万人から100万人の職員を雇い入れた。

### 食糧
効率性の面で最も評価されたのは、ハーバート・フーヴァーの指揮するアメリカ食品局である。食品局はアメリカ人に節約を教え、家庭用の勝利の庭で野菜を育てるよう大規模なキャンペーンを展開した。国家の食糧流通と価格を管理し、フーヴァーに大統領級の独立した指導者としての評判を築かせた。

### 財政

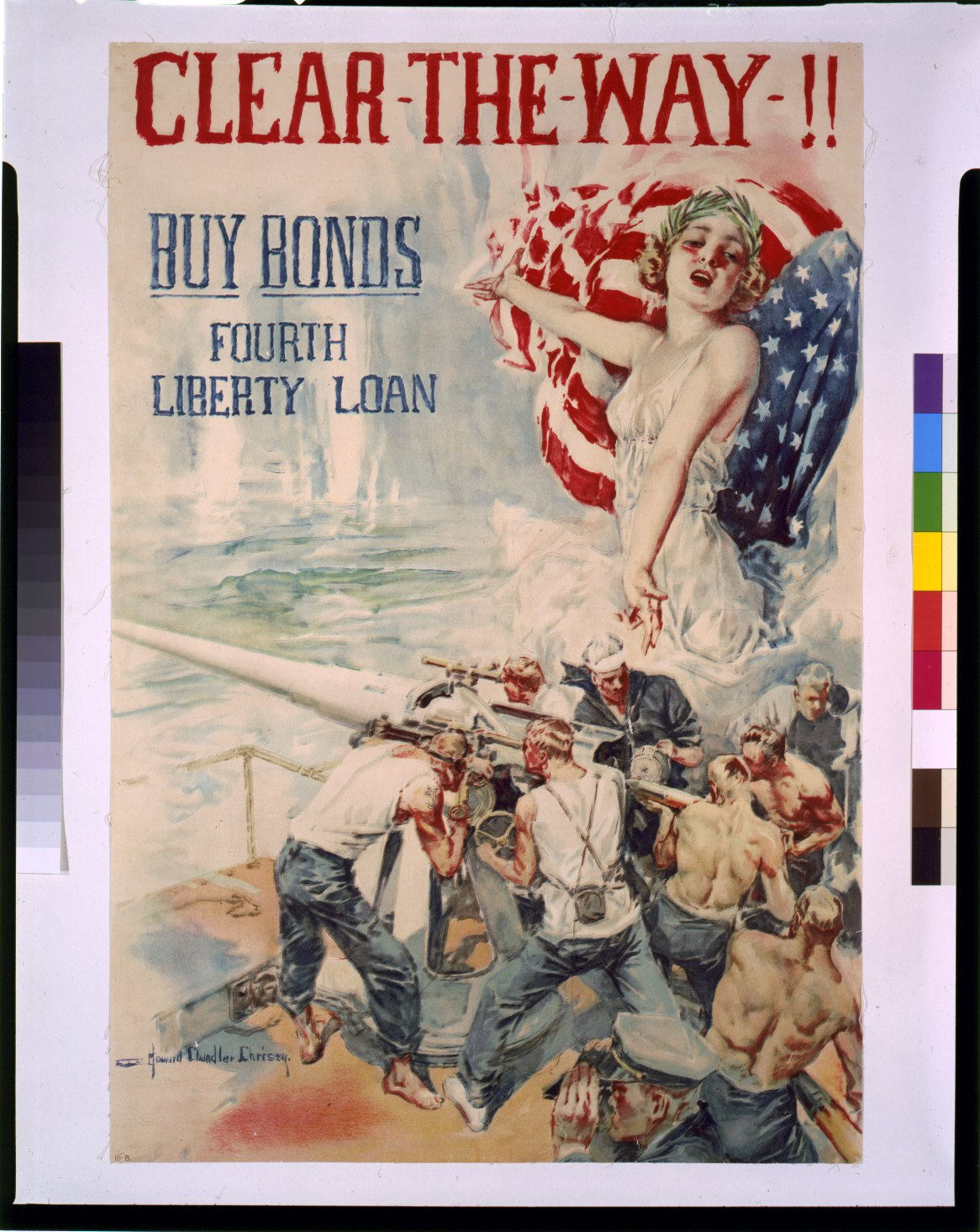
リバティ債のポスター

1917年、政府は戦争による莫大な経済的・財政的負担に全く備えていなかった。ワシントンは急遽、経済の直接統制に乗り出した。戦費の総額は330億ドルに達し、これは1916年の財務省歳入の42倍にあたる。1913年には憲法改正で所得税が合法化されており、元々は極めて低率だった税率が、特に南部進歩派の要求で大幅に引き上げられた。下院歳入委員長でノースカロライナ州選出のクロード・キッチンは、東部の実業家が参戦を主導したのだから、彼らがその費用を負担すべきだと主張した。当時、ほとんどの労働者の年収が1,000ドル未満だった時代に、家族に対する基礎控除は2,000ドルであった。これを超える所得については1917年に2％から課税が始まり、1918年には12％に跳ね上がった。さらに追加課税として、所得5,000ドル超には1％、100万ドル超には65％もの追加税率が課せられた。その結果、所得税納税者の上位22％が個人所得税全体の96％を負担した。企業にも新たな課税が相次ぎ、特に「超過利得税」として戦前水準を超える利益への課税率は20％から80％に及んだ。また、自動車、宝飾品、カメラ、モーターボートなどを購入した者全員が消費税を支払った。
最大の歳入源となったのは戦債であり、広範かつ斬新なキャンペーンで一般市民への販売が徹底された。映画スターや著名人、何百万枚ものポスター、フォー・ミニット・メンのスピーカーが戦債購入の重要性を訴えた。1918年の第3次リバティローンでは、全世帯の過半数が購入者となった。最終的に総額210億ドル、金利3.5から4.7％の債券が売却された。新設の連邦準備制度が銀行に対し、家計に戦債購入資金を貸し付けることを奨励した。全ての戦債は戦後、利息とともに償還された。アメリカ参戦前はニューヨークの銀行が主にイギリスへ巨額融資を行っていたが、1917年4月の参戦後、財務省はイギリス・フランス・その他連合国に対し長期貸付100億ドルを実施し、戦後の返済を見込んでいた。実際、アメリカは返済を要求し、最終的に1950年代までにロシアを除くすべての国が返済を果たした。

### 労働
アメリカ労働総同盟（AFL）とその傘下の労働組合は、戦争遂行を強く支持した。労働急進派による戦時生産の妨害への懸念が、アメリカ労働総同盟に労働争議の認知と調停を勝ち取る政治的な力をもたらし、多くの場合、労働者の待遇向上につながった。彼らはストライキを自粛し、仲裁や戦時政策を優先し、戦争が最高潮を迎えた時期には完全雇用に近づく中、賃金も高騰した。アメリカ労働総同盟の労働組合は若者の軍への志願を強く促し、徴兵・生産の妨害を目指す平和主義者や反戦組織の世界産業労働者組合（IWW）、急進的社会主義者を激しく非難した。工場の円滑な稼働を維持するため、ウィルソンは1918年に国立戦時労働委員会を設置し、経営側に現存組合との交渉を義務付けた。またウィルソンはアメリカ労働総同盟の会長のサミュエル・ゴンパーズを強力な国家防衛会議のメンバーに任命し、彼の下で労働委員会を設置した。
戦争はしばしば「自由のための闘い」として労働者に提示された。例えば1918年初頭、労働組合活動家でありウッドロウ・ウィルソンの個人的代理人でもあったトーマス・バーカーは、労働組合代表ら500人以上を前に、戦争の意義について演説した。その中で彼は「ドイツの効率」と「アメリカの民主主義」とを対比して、次のように述べた。
ドイツの効率とアメリカの民主主義の違いを理解すれば、ドイツの保険制度や老齢年金、スラム解消、その他労働者保護法の話を聞いても惑わされることはないだろう。ドイツは労働者を保護するが、その見返りとして労働者は専制政府の命令通りに考え、語り、行動しなければならない。ドイツは労働者を保護するが、その精神を抑圧し、魂を奴隷化する。ドイツの効率の代償は、ドイツ国民の魂なのだと私は繰り返し訴える。
当初は態度を明確にしなかった世界産業労働者組合も、やがて積極的な反戦運動に転じ、ストライキや演説を展開するとともに、連邦や地方政府、戦争支持派の自警団による合法・違法双方の弾圧を受けた。世界産業労働者組合は無政府主義、社会主義、非愛国的、外国の手先、ドイツの金で動く存在とみなされ、そのメンバーや事務所への暴力的攻撃は1920年代まで続いた。

#### 女性の役割

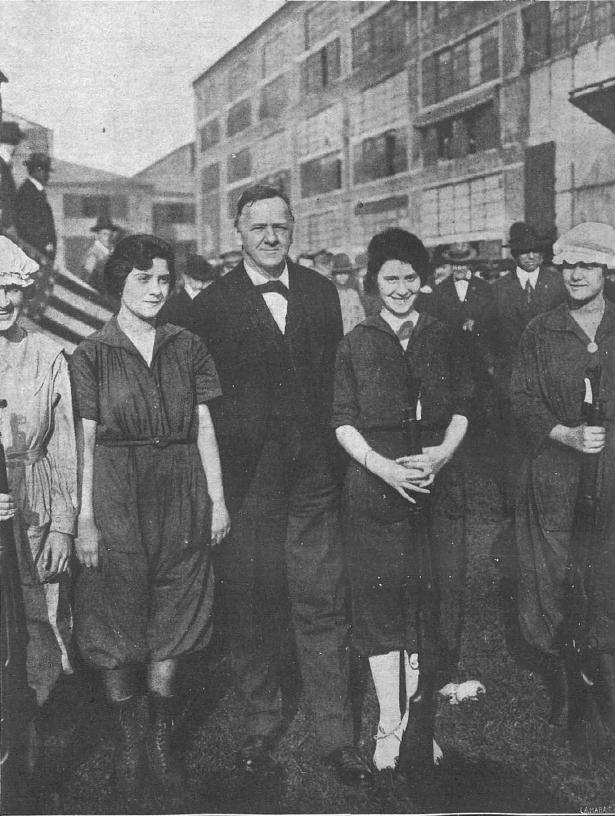
ニューヨーク州の女性軍需工場労働者と海軍長官

第一次世界大戦では、アメリカ史上初めて多くの女性が、従来は男性の職業とされていた仕事に大量に就くようになった。多くの女性が工場の組立ラインで軍需品の組み立てに従事した。一部の百貨店では、アフリカ系アメリカ人女性が初めてエレベーター係やカフェテリアのウェイトレスとして雇用された。
大半の女性は依然として主婦のままであった。食品局は主婦が無駄を省き、入手可能な食材を最大限に活用してより栄養価の高い食事を作れるよう支援した。最も重要なのは、何百万人もの中産階級の女性が赤十字のボランティアとして兵士やその家族を援助し、女性たちの士気が高く保たれたことである。ごくわずかな例外を除き、女性たちは徴兵制に反対する運動をほとんど行わなかった。
労働省は著名な労働研究者・社会科学者であるメアリー・ヴァン・クリークを代表に「産業女性グループ」を設置した。このグループは、ヴァン・クリークもメンバーであった戦時労働政策委員会とともに、戦争関連産業で働く女性のための基準づくりを支援した。戦後、「産業女性サービスグループ」はアメリカ合衆国女性局へと発展し、メアリー・アンダーソンが初代局長となった。

### プロパガンダ
アメリカの参戦にとって決定的だったのは、国内で展開された大規模なプロパガンダ運動である。1917年4月13日、ウィルソンは大統領令2594号を発し、アメリカで初めてプロパガンダ専門の国家機関である広報委員会（CPI）を設立した。ジョージ・クリールは精力的なジャーナリスト・政治運動家としてウィルソンにより委員長に任命された。クリールは政敵を貶めるあらゆる情報を探し出すとともに、あらゆる方面で前例のない複雑なプロパガンダ体制を築き、アメリカ社会のあらゆる領域に影響を及ぼした。写真、映画、集会、報道、公会堂での演説などを通じてCPIは国民をプロパガンダで包み込み、愛国心を醸成し、若い世代の反ドイツ感情を煽った。これにより中立派の声は効果的に抑え込まれた。CPIは銃後での戦争情報の発信も管理し、そのニュース部門は数千本もの記者発表を通じて報道の方向性に影響を与えた。このニュース部門は新聞や雑誌に自主検閲を促し、反逆的・反米的内容を監視した。1917年スパイ法や1918年治安取締法は、政府や戦争遂行への批判を事実上禁止した。違反者には最長20年の禁錮刑が科された。これらの法律は建前上すべての国民に適用されたが、実際には移民やアフリカ系アメリカ人に対して特に厳しく運用され、二級市民としての立場を利用して戦争動員への異議を唱える者が狙い撃ちされた。プロパガンダ運動には、政府が選定した何万人もの地域指導者が、用意された原稿による戦争支持の演説を各地で行い、国民を鼓舞した。
政府機関だけでなく、アメリカ防衛同盟のような公認の民間自警団も、アメリカ参戦反対者やドイツ系の結束が強い者を厳しく監視、ときに嫌がらせを行った。また、ミネソタ・アメリカ・ファースト協会なども非政府の戦争支持組織として活動した。

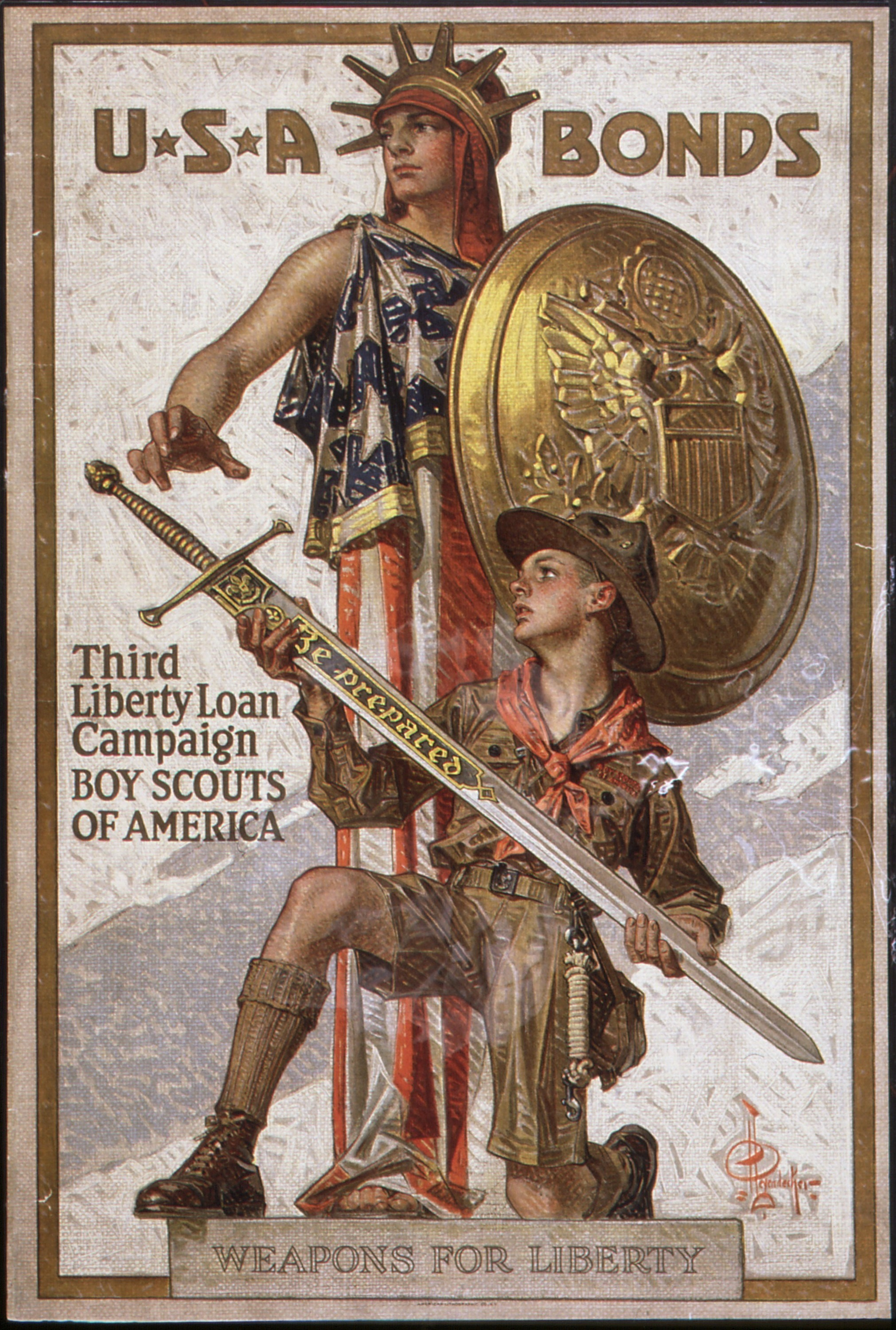
「Weapons for Liberty – U.S.A. Bonds」少年たちも兵士と同様に尽くすことを訴えるリバティローン・キャンペーンのポスター。J. C. ライエンデッカー画、1918年

プロパガンダはニュース映画、看板、雑誌や新聞記事、有名画家による大型ポスター（ルイス・D・ファンチャー、ヘンリー・ロイターダールなど）など、さまざまな形態を取った。1918年の休戦成立後、CPIは解散したが、その活動は現代のプロパガンダ技法の一部を先駆的に生み出した。

### 子どもたち
国全体が子どもの役割を重視し、愛国心や国家奉仕を教えるとともに、戦争への支援を促し、戦争の重要性について社会に啓発するよう子どもたちに求めた。ボーイスカウト・アメリカ連盟は戦争関連のパンフレットを配布し、戦債の販売を手伝い、ナショナリズムと戦争支持の拡大にも寄与した。

## 経済的圧力
イギリスの海上封鎖によってアメリカはすでにドイツとの直接貿易を阻まれていたものの、アメリカはドイツへの食糧や物資を輸出し続けていた多くの中立国にとって、依然として主要な輸入元であった。1917年敵国通商法などの措置を通じ、アメリカはこれら中立国に対し、ドイツとの貿易を削減し、最終的には完全に停止させるよう強力な圧力をかけることができた。

## アメリカ軍
1917年時点でも、アメリカの陸軍は非常に小規模で、参戦していた諸国の中で13か国よりも規模が小さかった。1917年の徴兵法成立後、約400万人が軍務に召集された。また、軍事キャンプ活動委員会は兵士たちの道徳および士気向上に努めた。
1918年夏までに、およそ200万人のアメリカ兵がフランスに到着し、その半数近くが最前線での戦闘に投入された。1918年11月11日の休戦時には、1日に約1万人のアメリカ兵がフランスに到着していた。1917年には、ジョーンズ＝シャフロス法の一環として、徴兵の対象となったプエルトリコ人にもアメリカ市民権が与えられた。ドイツ帝国指導部は、アメリカ軍の到着が数か月先になると誤算し、Uボートによる増援阻止効果も過大評価していたため、アメリカの参戦が戦局に与える影響を見誤った。サン・ミヒエルの戦いからアメリカの本格的な戦闘参加が始まり、アメリカ軍の指導者は陸軍大将のジョン・J・パーシング、海軍提督のウィリアム・シムス、航空隊司令官のメイソン・パトリックだった。

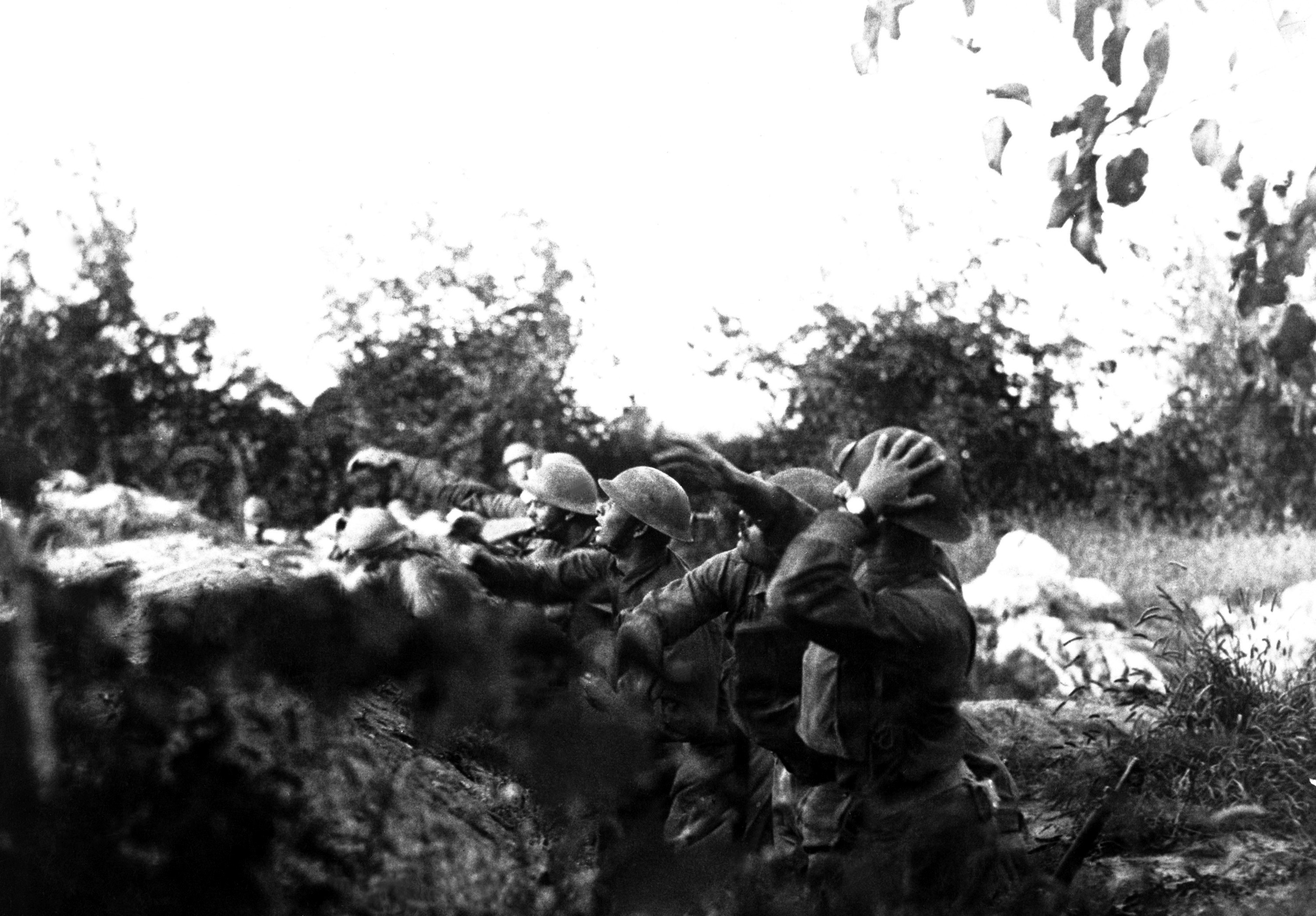
ピアーヴェ戦線で手榴弾をオーストリア軍塹壕に投げ込むアメリカ兵（1918年）

アメリカ海軍は戦艦分艦隊をスカパ・フローに派遣し、イギリスグランド・フリートと合流。駆逐艦はアイルランドのクイーンスタウンへ、潜水艦は船団護衛任務などに投入された。アメリカ海兵隊も数個連隊がフランスへ送られた。イギリスとフランスはアメリカ軍部隊を自軍の戦線補強として利用し、限られた輸送船スペースを物資輸送に優先させることを望んだが、アメリカは部隊分割案を拒否し、物資輸送優先案のみ受け入れた。アメリカ海外派遣軍（AEF）司令官のパーシングは、アメリカ軍部隊を分割して英仏軍に配属することを拒んだ。例外的に、第93戦闘師団を構成するアフリカ系アメリカ人戦闘連隊はフランス軍の指揮下で戦うこととなり、フランスへの兵力提供の公約を果たすとともに、前線で戦う機会を渇望していた黒人兵の要望も満たした。なかでも369歩兵連隊 （ハーレムヘルファイターズ）はフランス第16師団の一部としてシャトー＝ティエリの戦い、ベルローの森の戦い、セショーの戦いなどで活躍し、部隊としてクロワ・ド・ゲール章を授与された。

### アフリカ系アメリカ人と軍隊

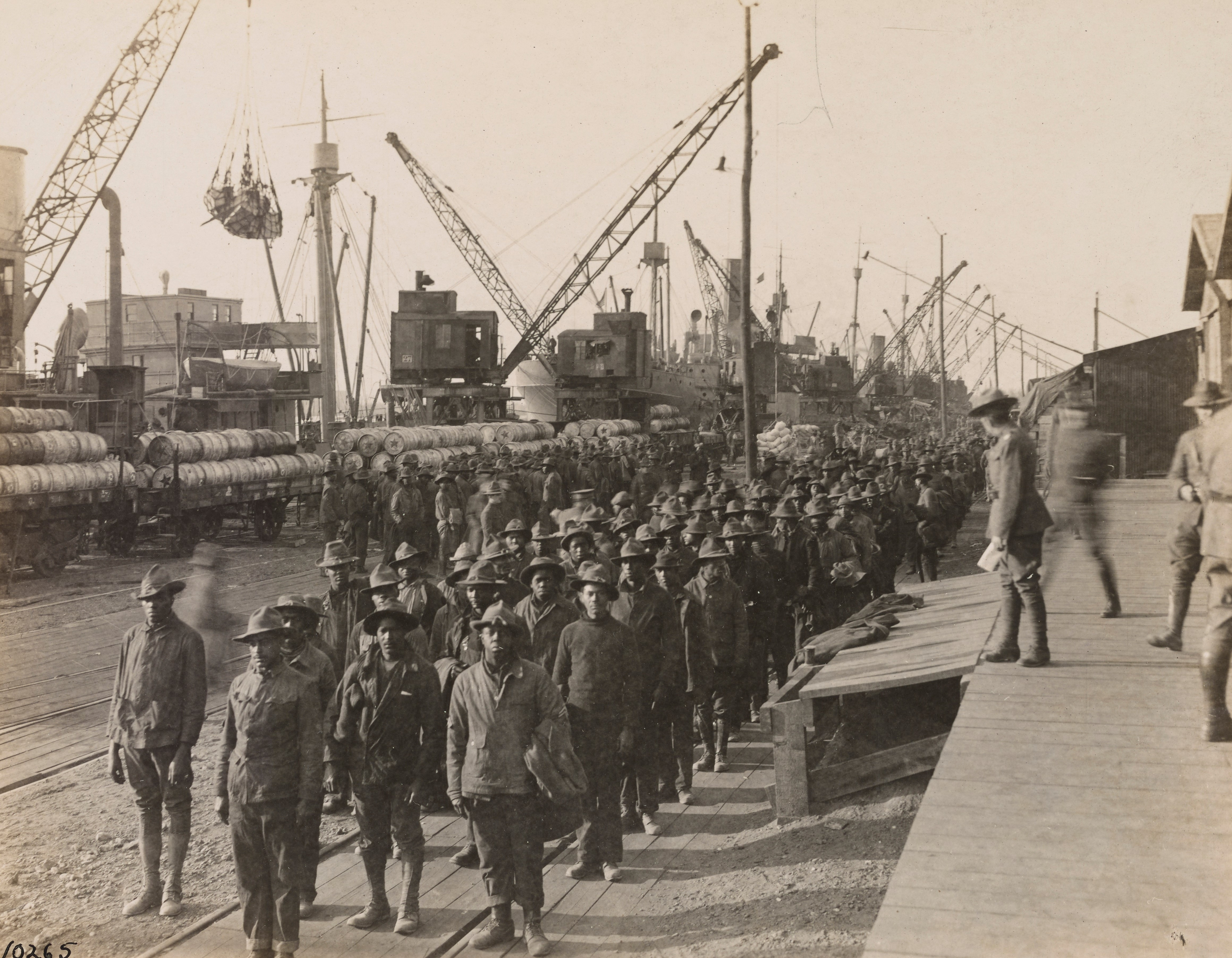
ボルドーのバッセン港で作業前に整列するアフリカ系アメリカ人労働者（1918年4月）

1917年から1918年にかけて、約40万人のアフリカ系アメリカ人男性が軍に志願・徴兵され、そのうち半数がヨーロッパに派遣された。ただし、第92戦闘師団・第93戦闘師団の4万2000人を除き、多くのアフリカ系アメリカ人は「前線兵士に求められる精神的持久力や道徳的頑強さが欠けている」と白人将校に見なされ、戦闘任務への配属を許されなかった。欧州に送られたほとんどの黒人兵はアメリカ海外派遣軍（AEF）の補給部隊「兵站業務部」の下で労働大隊として従軍し、艦船からの物資陸揚げや前線倉庫への輸送、主要港湾（ブレスト・ボルドー・マルセイユ・サン＝ナゼールなど）近隣での倉庫・道路・鉄道・インフラ建設などの重労働に従事した。
これらの部隊は、白人将校による人種隔離の徹底のため、アメリカ軍兵士の中でも最も劣悪な生活環境に置かれた。欧州到着直後の数か月、多くの黒人兵は土の地面に設置されたテントや兵舎で就寝し、食事も食堂ではなく屋外でとり、簡易トイレや仮設浴場を利用せねばならなかった。この状況は戦争が進んでもほとんど改善されなかった。加えて、白人兵による差別や暴力も多発した。サン＝ナゼールの労働大隊所属だったイーライ・グリーンは、アフリカ系兵士が現地の人種差別規則を破ったとして暴行、時には殺害される事件もあったと証言している。こうして黒人兵の労働キャンプは、事実上白人将校の下で奉仕階級を形成し、「ジム・クロウ法」の国外輸出とも評されている。
それでもアフリカ系アメリカ人の著名人たちは従軍を支持した。W. E. B. デュボイスは「民主主義のために戦う同胞・連合国と肩を並べよう」と呼びかけた。多くの黒人は従軍を自らの愛国心・忠誠心の証明ととらえ、戦後に国内での権利拡大を期待したが、赤い夏（1919年）の人種暴動などその期待は十分に実現しなかった。それでも従軍経験はアフリカ系兵士の政治意識を高め、多くの帰還者は自らをニュー・ニグロと呼ぶようになった。彼らは海外で二級市民としての制約を受けず、フランス人からの親切な扱いも経験し、「新たな戦う精神」を獲得して帰国した。しかしその変化は、白人社会からの激しい反発と「ノーマルシー（正常化）」への欲求も招いた。

### 軍隊における女性
アメリカの女性は（一部のロシア人のように）戦闘任務に従事することはなかったが、多くの女性が看護師や制服を着た支援要員として従事することを熱望した。戦争を通じて、21,498人のアメリカ陸軍看護師（当時のアメリカ軍看護師は全員女性）がアメリカ国内および海外の軍病院で勤務した。多くの女性は戦場近くに配置され、100万人を超える負傷または病気の兵士を看護した。272人のアメリカ陸軍看護師が病気（主に結核・インフルエンザ・肺炎）で死亡した。アイリーン・コール・スチュワートを含む18人のアフリカ系アメリカ人陸軍看護師は、ドイツ人捕虜（捕虜）やアフリカ系アメリカ人兵士の世話を担当した。彼女たちはキャンプ・グラント（イリノイ州）およびキャンプ・シャーマン （オハイオ州）に配属され、隔離された宿舎で生活した。

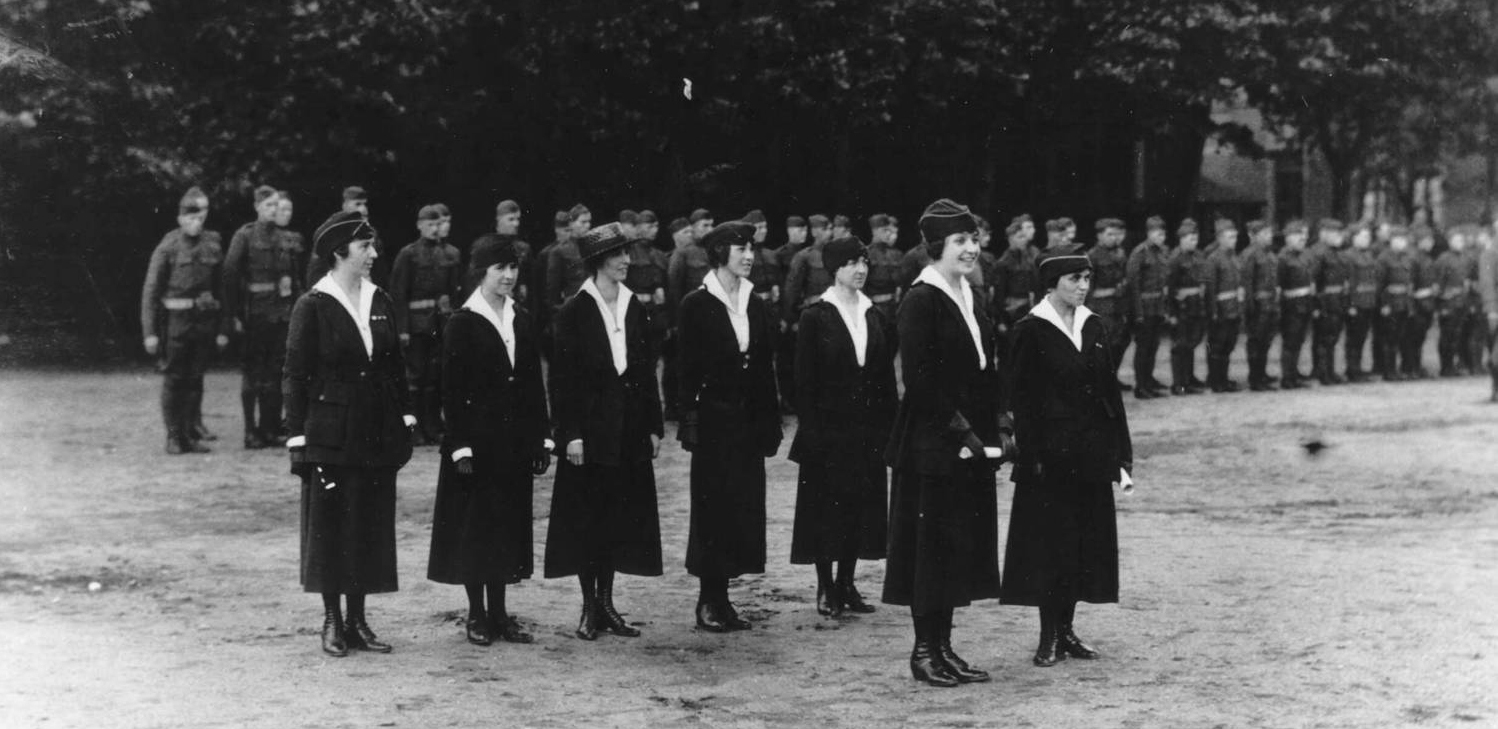
ハロー・ガールズが勲章を受ける

ハロー・ガールズは、第一次世界大戦中のアメリカ女性電話交換手の通称であり、正式には通信隊女性電話交換手部隊と呼ばれる。第一次世界大戦中、これらの電話交換手はアメリカ陸軍通信隊に宣誓加入した。この部隊は、西部戦線の通信悪化を改善するため、ジョン・J・パーシングの要請で1917年に設立された。通信隊女性電話交換手部隊の応募者は、誰もが命令を聞き取れるよう、英語とフランス語のバイリンガルである必要があった。7,000人以上の女性が応募したが、採用されたのは450人のみだった。多くは元電話交換手や通信会社の従業員であった。軍服を着用し軍規に従ったにもかかわらず（主任交換手グレース・バンカーが殊勲章を受章）、、彼女たちは名誉除隊は与えられず、軍規が男性のみを対象としていたため「軍属」とされた。1978年、第一次世界大戦終結60周年となり、通信隊女性電話交換手部隊で従事した女性の生存者に退役軍人資格と名誉除隊が議会で承認された。
最初に正規軍に入隊したアメリカ女性は、戦時中に13,000人が現役任務のアメリカ海軍に入隊した者たちである。彼女たちは本土で勤務し、男性と同じ恩給・責任を与えられ、同一の俸給（28.75ドル/月）、さらに戦後は退役軍人として扱われた。
アメリカ海兵隊は、305人の女性海兵隊予備員（F）を募集し、本土で事務員や電話交換手などの職務に就かせることで「男性を戦闘に充てる」こととした。
第一次世界大戦中、マートル・ハザードは沿岸警備隊に入隊し、電信技師として勤務し、電気技師一等兵として除隊した。彼女は戦争中に沿岸警備隊で勤務した唯一の女性であり、彼女の名を冠したUSCGCマートル・ハザードもある。戦時中の新聞は、双子のジェニーヴィーブとルシール・ベイカー姉妹が最初の女性沿岸警備隊員であると誤って報道したが、彼女たちは入隊を試みただけで受け入れられなかった。
これらの女性は戦闘が終結すると動員解除され、看護師部隊を除き制服を着た軍人は再び男性だけとなった。1942年、イギリスの制度を手本に女性が再び軍に導入された。

### アメリカ軍参戦が戦争に与えた影響

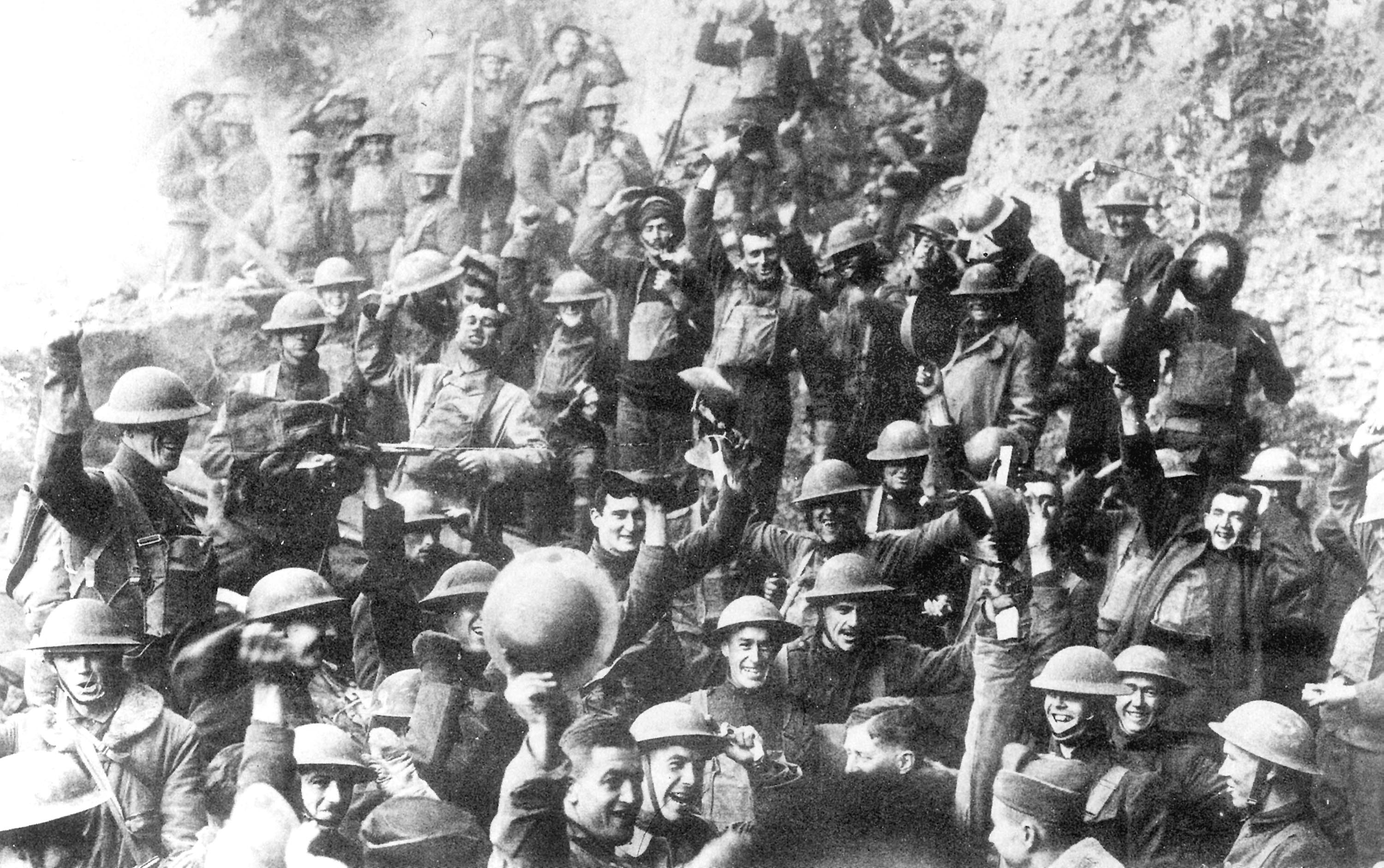
1918年11月11日、休戦の報を祝うアメリカ第64連隊（第7歩兵師団）の兵士たち

1918年春、フランス戦線では疲弊した連合国軍が続々と到着するフレッシュなアメリカ兵を熱狂的に歓迎した。アメリカ兵は1日1万人のペースで送り込まれ、もはや損耗を補充できなくなったドイツ軍に対し決定的な優位をもたらした。アメリカ軍は最初にカンティニーで勝利し、続いてシャトー＝ティエリーやベルロー・ウッドの防衛戦でも成果を挙げた。さらにアメリカ軍は大戦最後のドイツ軍の総攻勢（1918年春季攻勢）を英仏ポルトガル連合軍と共に撃退し、百日攻勢（1918年8月から11月）では連合軍の最終的な反撃にも重要な役割を果たした。
ただし、多くのアメリカ軍指揮官は英仏独などが戦争初期に放棄した無謀な戦術（正面突撃）をなおも採用し続けたため、アメリカ軍の攻勢は必ずしも効果的でなかった。パーシングはこうした正面攻撃に執着し、経験豊かなドイツ・オーストリア＝ハンガリー軍を前に多数の死傷者を出しながら、目立った軍事的成果を挙げられない場面も多かった。
それでも「新鮮で大量のアメリカ兵」の投入は連合軍の戦略的立場を大きく強化し、士気を著しく高めた。結局、戦場と本国双方でドイツの士気が崩壊し、1918年11月11日に連合国はドイツ帝国に勝利した。

### 自動車車両

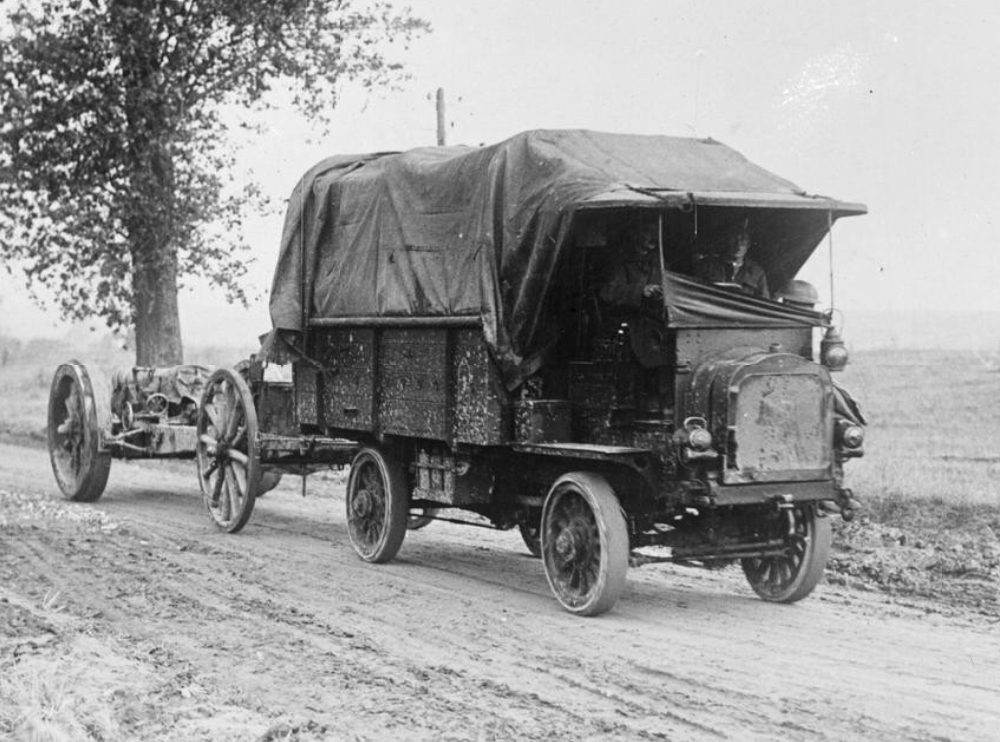
FWDモデルB、3トン級4x4トラック

アメリカ参戦前から、多くのアメリカ製大型四輪駆動トラック、特にフォー・ホイール・ドライブ（FWD）製やジェフリー・クワッドは、すでにイギリス、フランス、ロシアにより購入され、外国軍で運用されていた。戦争が始まるころには自動車車両が馬や馬車に取って代わり始めていたが、ヨーロッパのぬかるんだ道路や戦場では、二輪駆動トラックはすぐにスタックしてしまい、主要連合国も必要な数だけ四輪駆動トラックを生産できなかった。アメリカ陸軍は、基準11⁄2アメリカトン（3,000 lb/1.36トン）の荷物運搬に使っていた四頭立てのラバチームをトラックで置き換えることを望み、1912年末に企業に提案依頼を行った。これによりトーマス・B・ジェフリー・カンパニーは1913年7月までに有能な四輪駆動11⁄2トン積載トラック「クワッド」を開発した。

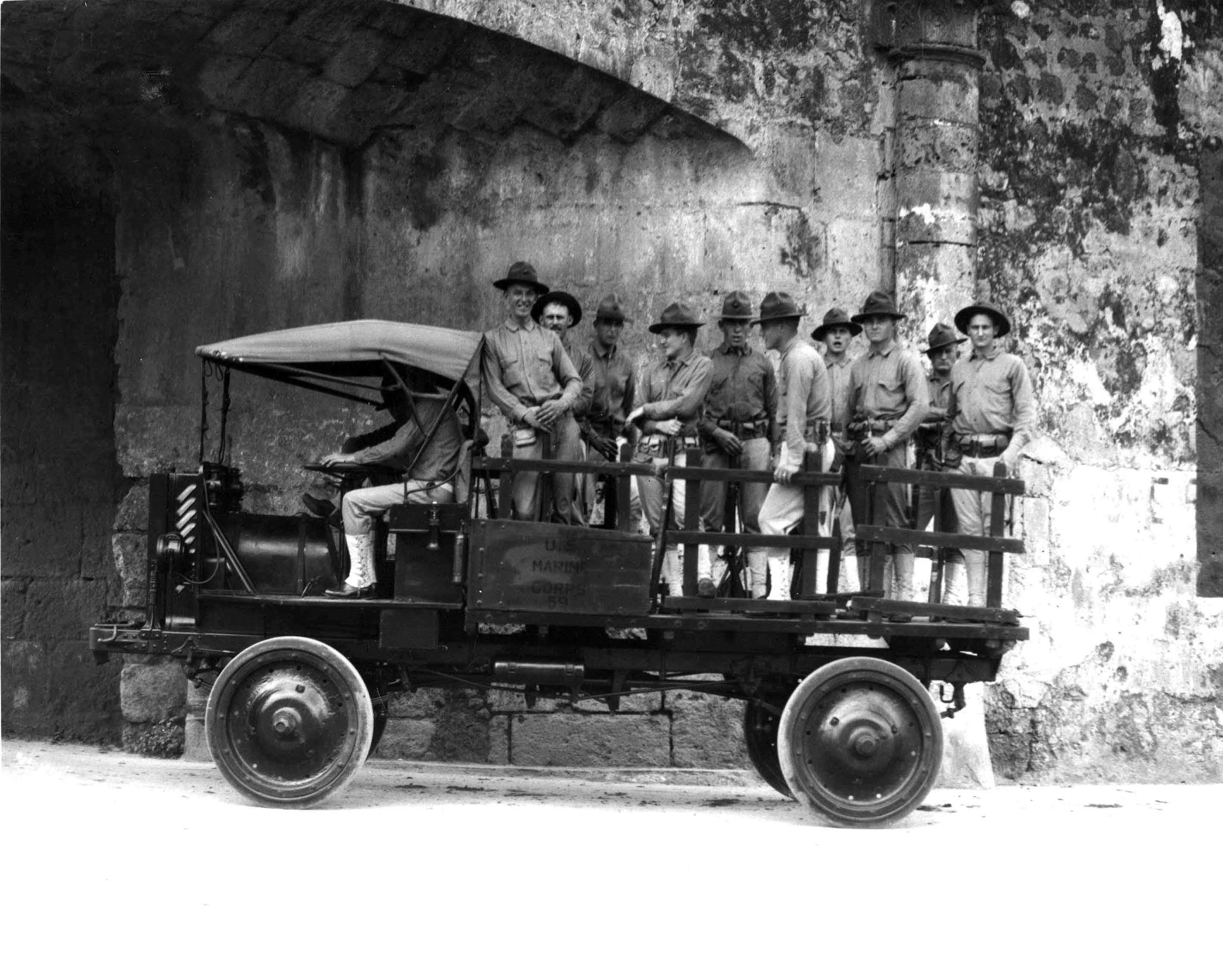
アメリカ海兵隊がジェフリー・クワッドに乗車、フォートサント・ドミンゴ、1916年ごろ

ジェフリー・クワッド・トラックは、1916年以降にナッシュ・モーターズが会社を買収してからは「ナッシュ・クワッド」となり、第一次世界大戦における複数の連合国、特にフランスの戦争努力を大いに助けた。アメリカはまずアメリカ海兵隊のハイチ占領やドミニカ共和国占領（1915年-1917年）、また1916年のパンチョ・ビリャ遠征（メキシコ侵攻）でクワッドを採用した。アメリカが第一次世界大戦に参戦するとパーシングはヨーロッパ戦線でナッシュ・クワッドを積極的に使用し、通常の輸送トラックとしてもジェフリー装甲車としても米派遣軍の主力車両となった。ジェフリー・クワッドは、1913年から1919年までに約11,500台が製造された。
フォー・ホイール・ドライブ（FWD）の車両の軍用試験での成功を受け、FWDは乗用車からトラック生産へと転換した。第一次世界大戦では、アメリカ陸軍が「FWDモデルB」3トン（約2700kg）トラックを「Truck, 3 ton, Model 1917」として15,000台発注し、実際に14,000台以上が納入された。イギリス陸軍は2929台のトラックを購入し、イギリス陸軍は2929台のトラックを購入し、そのうち1599台が西部戦線で使用された。FWDやジェフリー/ナッシュ四輪駆動トラックが大量に必要とされると、どちらのモデルも複数のメーカーによってライセンス生産された。FWDモデルBはさらに4社でライセンス生産された。
クワッドとFWDトラックは、世界で最初に五桁台数で生産された四輪駆動車両であり、多くの画期的な技術革新を体現し、第二次世界大戦でのアメリカ及び連合国の4x4・6x6型トラックの決定的な活用につながった。クワッドの生産は15年間続き、合計41,674台が製造された。
社会的には、FWDがルエラ・ベイツを雇用した。彼女は「最初の女性トラック運転手」と考えられており、1918年から1922年までFWDのテストおよびデモンストレーション運転手として働いた。
第一次世界大戦中、彼女はFWDモデルBトラックでウィスコンシン州を巡回するテストドライバーだった。戦後、フォー・ホイール・ドライブで働いていた多くの女性が解雇されたが、彼女はデモンストレーター兼ドライバーとして残った。

## 戦後

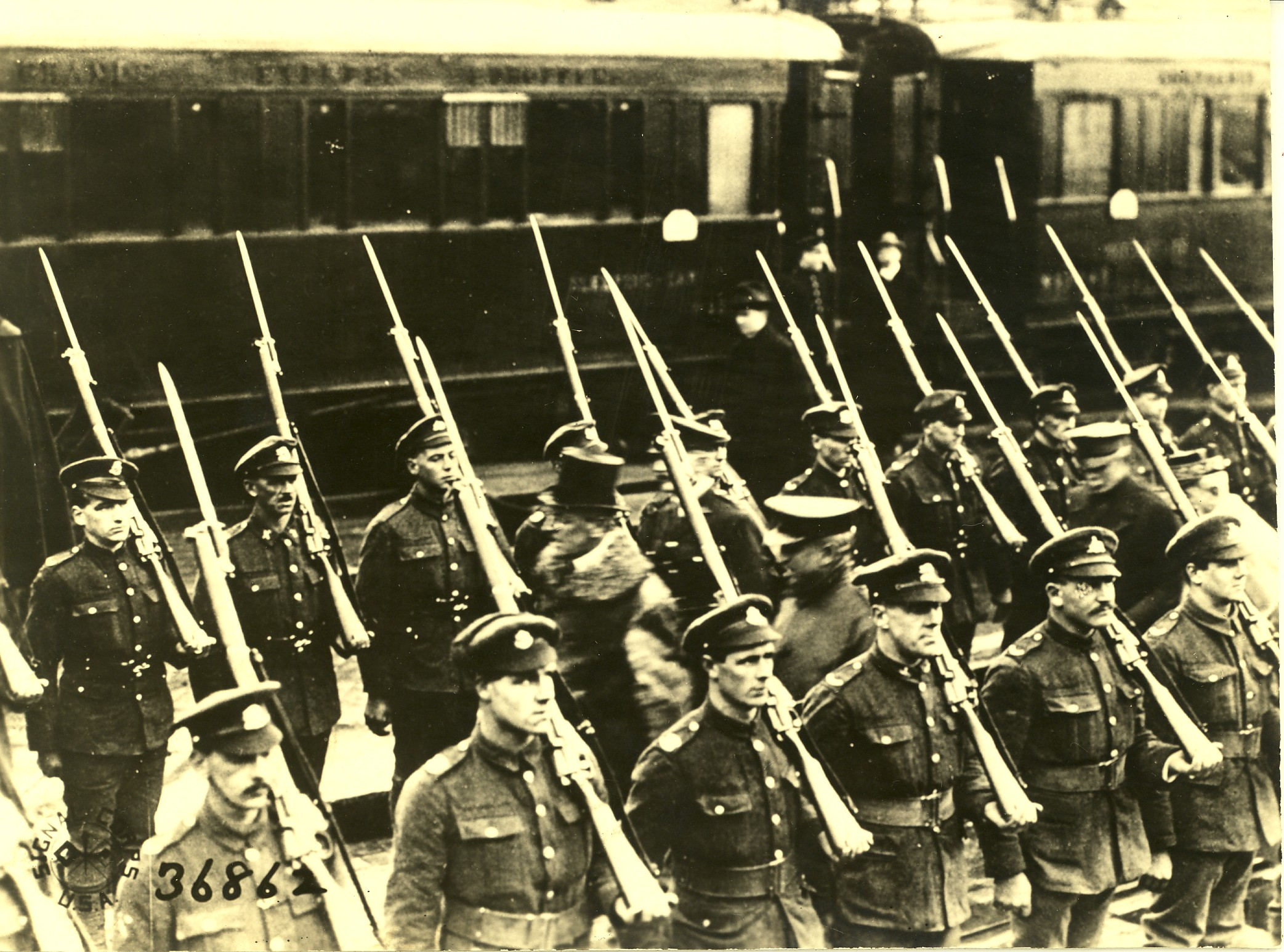
1919年、フランスに駐留するアメリカ兵

休戦成立後、アメリカ軍は1919年から1923年までドイツ・ライン地方の連合国占領に参加した。アメリカの占領地帯はモーゼル川沿いの中央部に位置していた。占領軍は当初25万人を数えたが、戦後の急速な軍縮により1919年末までに2万人へと削減された。アメリカ軍はその後も4年間ドイツに駐留し、1923年初頭にアメリカ大統領のウォレン・ハーディングの命令で最後の部隊が帰国した。アメリカ軍撤収後、占領地域はフランス軍へ引き渡された。
政府は直ちに戦時契約を打ち切り、徴兵制を廃止して、できる限り早く欧州から帰還兵を輸送し始めた。しかし、退役軍人に対する復員兵援護法（GI法）や経済的・教育的な特典はなく、その欠如はボーナス・アーミー問題など大きな政治課題となり、海外戦争退役軍人会や新設のアメリカン・レジオンなど大規模な退役軍人団体の運動につながった。復員期には失業率の急騰、大規模なストライキ、1919年の人種暴動など社会不安が続いた。国民は「正常（ノーマルシー）」への復帰を求め、1920年の大統領選ではウィルソン体制を否定し、保守派の共和党員ウォレン・G・ハーディングを選出した。

## 関連文献
- Bailey, Thomas. A Diplomatic History of the American people (1947) pp 610–680 online
- Bassett, John Spencer. Our War with Germany: A History (1919) online edition
- Breen, William J. Uncle Sam at Home: Civilian Mobilization, Wartime Federalism, and the Council of National Defense, 1917-1919 (1984)
- Byerly, Carol R. (2010). “The U.S. Military and the Influenza Pandemic of 1918–1919”. Public Health Reports (United States National Library of Medicine) 125 (Suppl 3):  82–91. doi:10.1177/00333549101250S311. ISSN 1468-2877. PMC 2862337. PMID 20568570.
- Capozzola, Christopher. Uncle Sam Wants You: World War I and the Making of the Modern American Citizen (2008)
- Chambers, John W., II. To Raise an Army: The Draft Comes to Modern America (1987) online
- Clements, Kendrick A. The Presidency of Woodrow Wilson (1992)
- Coffman, Edward M. The War to End All Wars: The American Military Experience in World War I (1998), a standard military history. online free to borrow
- Committee on Public Information. How the war came to America (1917) online  840pp detailing every sector of society
- Cooper, John Milton. Woodrow Wilson: A Biography (2009)
- Cooper, John Milton. "The World War and American Memory." Diplomatic History (2014) 38#4 pp: 727-736.
- Doenecke, Justus D. Nothing Less than War: A New History of America's Entry into World War I  (University Press of Kentucky, 2011)
- DuBois, W.E. Burghardt, "An Essay Toward a History of the Black Man in the Great War," The Crisis, vol. 18, no. 2 (June 1919), pp. 63–87.
- Epstein, Katherine C. “The Conundrum of American Power in the Age of World War I,” Modern American History (2019): 1-21.
- Hannigan, Robert E. The Great War and American Foreign Policy, 1914–24 (U of Pennsylvania Press, 2017)
- Kang, Sung Won, and Hugh Rockoff. "Capitalizing patriotism: the Liberty loans of World War I." Financial History Review 22.1 (2015): 45+ online
- Kennedy, David M. Over Here: The First World War and American Society  (2004), comprehensive coverage online
- Malin, James C. The United States After the World War (1930)
- Marrin, Albert. The Yanks Are Coming: The United States in the First World War (1986) online
- May, Ernest R. The World War and American Isolation, 1914-1917 (1959) online at ACLS e-books, highly influential study
- Nash, George H. The Life of Herbert Hoover: Master of Emergencies, 1917-1918 (1996) excerpt and text search
- Paxson, Frederic L.  Pre-war years, 1913-1917 (1936) wide-ranging scholarly survey
- Paxson, Frederic L. American at War 1917-1918 (1939) online wide-ranging scholarly survey
- Paxson, Frederic L. Post-War Years: Normalcy 1918-1923 (1948) online
- Paxson, Frederic L. ed. War cyclopedia: a handbook for ready reference on the great war (1918) online
- Resch, John P., ed. Americans at War: Society, culture, and the home front: volume 3: 1901-1945 (2005)
- Schaffer, Ronald.  America in the Great War: The Rise of the War-Welfare State (1991)
- Trask, David F. The United States in the Supreme War Council: American War Aims and Inter-Allied Strategy, 1917–1918 (1961)
- Trask, David F. The AEF and Coalition Warmaking, 1917–1918 (1993)online free
- Trask, David F ed. World War I at home; readings on American life, 1914-1920 (1969) primary sources online
- Tucker, Spencer C., and Priscilla Mary Roberts, eds. The Encyclopedia of World War I: A Political, Social, and Military History (5 vol. 2005). worldwide coverage
- Van Ells, Mark D. America and World War I: A Traveler's Guide (2014) excerpt
- Vaughn, Stephen. Holding Fast the Inner Lines: Democracy, Nationalism, and the Committee on Public Information (U of North Carolina Press, 1980) online
- Venzon, Anne ed. The United States in the First World War: An Encyclopedia (1995)
- Walworth, Arthur (1958). Woodrow Wilson, Volume I, Volume II. Longmans, Green;  904pp; full scale scholarly biography; winner of Pulitzer Prize; online free; 2nd ed. 1965
- Wevera, Peter C Wevera; van Bergenc, Leo (June 27, 2014). “Death from 1918 pandemic influenza during the First World War: a perspective from personal and anecdotal evidence”. Influenza and Other Respiratory Viruses 8 (5):  538–46. doi:10.1111/irv.12267. PMC 4181817. PMID 24975798.
- Woodward, David R. The American Army and the First World War (2014). 484 pp. online review
- Woodward, David R. Trial by Friendship: Anglo-American Relations, 1917-1918 (1993) online
- Young, Ernest William. The Wilson Administration and the Great War (1922) online edition
- Zieger, Robert H. America's Great War: World War I and the American Experience (2000)

### 史学史と記憶
- Berg, Manfred, and Axel Jansen. "Americans in World War I–World War I in America." Journal of the Gilded Age and Progressive Era 17.4 (2018): 599-607. excerpt
- Capozzola, Chris, et al. "Interchange: World War I." Journal of American History 102.2 (2015): 463-499. doi:10.1093/jahist/jav474
- Cooper, John Milton Jr. “The World War and American Memory,” Diplomatic History 38:4 (2014): 727–36.
- Jones, Heather.  “As the Centenary Approaches: The Regeneration of First World War Historiography” Historical Journal 56:3 (2013): 857–78, global perspective
- Keene, Jennifer, “The United States” in John Horne, ed., A Companion to World War I (Wiley-Blackwell, 2012), 508–23.
- Keene, Jennifer D. "Remembering the 'Forgotten War': American Historiography on World War I." Historian 78#3 (2016): 439-468.
- Rubin, Richard. The Last of the Doughboys: The Forgotten Generation and their Forgotten World War (2013)
- Snell, Mark A., ed. Unknown Soldiers: The American Expeditionary Forces in Memory and Remembrance (Kent State UP, 2008).
- Trout, Steven. On the Battlefield of Memory: The First World War and American Remembrance, 1919–1941 (University of Alabama Press, 2010)
- Woodward. David. America and World War I: A Selected Annotated Bibliography of English Language Sources (2nd ed 2007) excerpt
- Zeiler, Thomas W., Ekbladh, David K., and Montoya, Benjamin C., eds. Beyond 1917: The United States and the Global Legacies of the Great War (Oxford University Press, 2017)